# Leuconitocris togoensis
Leuconitocris togoensis é uma espécie de escaravelho da família Cerambycidae.  Foi descrito por Stephan von Breuning em 1961.